# 筆柿
筆柿、牛心柿（ふでがき）とは、 柿の品種。別名、珍宝柿。地域により、ちんぽ柿、兎柿ともいう

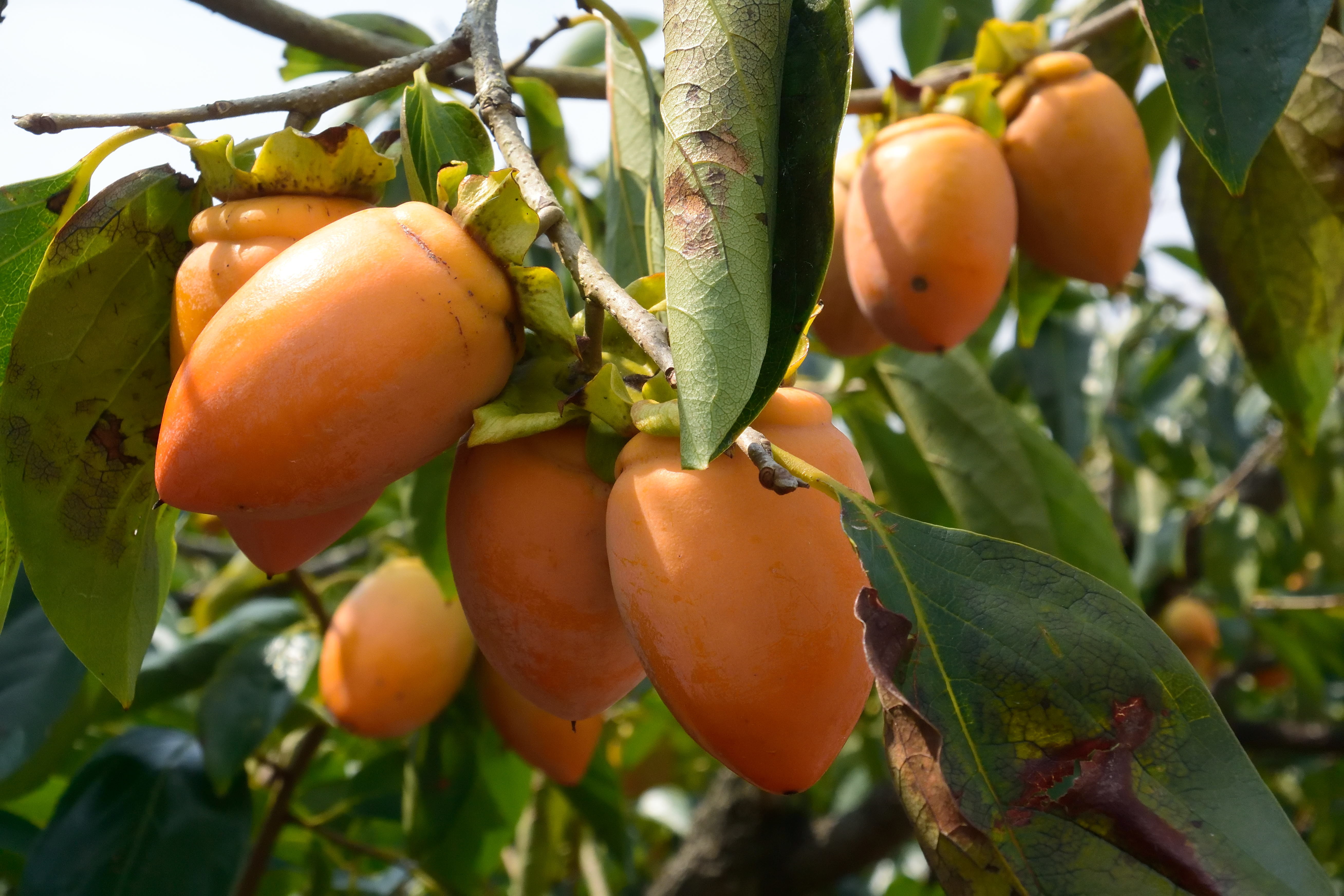
幸田町にて2015年9月撮影

形状が筆の穂先に似ているため、筆柿と呼ばれている。（とっても甘い）。一般的な柿よりも少々小振りである。

## 概要
愛知県が全国の生産量の86%、次いで長野県が13%を占め、他にも京都府でも栽培されている。愛知県の生産のほとんどを西三河地方にある幸田町およびその周辺地域、西尾市で生産している。
不完全甘柿（PVNA: pollination variant non astringent）であり、一本の木に甘い実と渋い実が同時になる（PVNAとしては他にも西村早生、禅寺丸、蓮台寺柿がある）。見かけでは甘渋の区別がつかないため、渋い実は選別機でより分けられてアルコールで脱渋されてから出荷される。主生産地である愛知県幸田町の場合は、JAあいち三河幸田営農センターで近赤外法を用いた大規模選果機で選果され、甘いものはそのまま出荷され、渋い実は柿果実をコンテナごと大きなビニール袋に入れてアルコールにより脱渋するコンテナ脱渋法が実施されている。不完全甘柿の場合は種子から生成されるアセトアルデヒド量により脱渋が起こるため、種が多いものほど甘くなり、種子が入らないと渋が残る。樹上脱渋したものは、実の中に黒斑、いわゆる「ゴマ」が現れ、これが不溶性タンニンであり、果実を裁断した時に甘さを判断する指標にもなる。一方、アルコール脱渋した場合にはゴマは現れない。
葉についても、農薬散布前（幸田町であれば5月初旬ごろ）に蒸して乾燥したものが小規模であるが飲用柿の葉茶として販売され、他の柿品種と同様、葉茶（葉茶熱水抽出物）中にフラボノイド配糖体であるアストラガリンが含まれている。
早生の品種で、富有柿や次郎柿などの一般的な柿よりも1ヶ月ほど早く市場に出回る。幸田町産の筆柿は地元スーパー、道の駅 筆柿の里幸田、JAタウンHP内販売サイト「あいちゴコロ」などで販売される。
他の柿と比べて糖度が高く、非常に濃厚な甘みがある。また、皮が比較的薄く、そのまま食用にすることができる。
干し柿にも向いており、干し柿にすることにより生柿よりも糖度が増す。

## 歴史
1645年の毛吹草には、丹波と山城の『筆柿』の記載が見られることから、江戸時代の初期には存在していたことが窺える。江戸時代初期には、愛知県西三河地方の三ヶ根山麓に自生していたと言われているが出典が不明である。